# Cluster Munition Coalition
Die Cluster Munition Coalition (CMC) ist ein internationales Bündnis von Menschenrechtsorganisationen, Vereinigungen und Initiativen gegen Streumunition.

## Forderungen
Sie tritt für folgende Forderungen ein:
- sofortiges Ende der Herstellung, der Verbreitung und des Einsatzes von Streumunition
- verbesserte Hilfeleistungen für die von den Folgen des Einsatzes dieser Munition betroffenen Menschen und Regionen
- Umsetzung von Regressansprüchen gegen die Verursacher der entstandenen Folgeschäden

## Geschichte, Organisation
Die Cluster Munition Coalition wurde am 13. November 2003 in Den Haag von 85 Mitgliedern aus 42 Ländern gegründet. Ihre Zahl ist seither auf 151 Mitglieder aus 48 Ländern angewachsen (Stand 1. Juni 2005), darunter große Menschenrechtsorganisationen wie Amnesty International und Human Rights Watch, Organisationen der christlichen Friedensbewegung wie Pax Christi und als Vertreter des Roten Kreuzes dessen kanadische Organisation. Das Land mit dem weitaus höchsten Anteil an Mitgliederorganisationen ist Kanada (48), gefolgt von Großbritannien (17) und den Niederlanden (9). In Deutschland gehört die deutsche Sektion von Handicap International der CMC an. Die weltweite Esperanto-Bewegung ist durch SAT (Sennacieca Asocio Tutmonda, deutsch: Anationaler Weltverband der Esperantisten) in der Koalition gegen Streuminen vertreten. Neben vorgenannten Organisationen sind auch 123 Staaten, zuletzt die Demokratische Republik Kongo beigetreten.